# Duhos
Duhos je skraćeni naziv za Duhovnost osječkih studenata. 

## O Duhos-u
Zajednica studenata Duhovnost osječkih studenata okuplja studente Sveučilišta Josipa Jurja Strossmayera u Osijeku. Zajednica je okupljena oko sveučilišnog kapelana p. Arkadiusza Krasickog, CSSp koji je studentski dušobrižnik na Osječkom sveučilištu.
Zajednica je otvorena svim studentima a susrete nerijetko posjećuje i radnička mladež, profesori Sveučilišta, kao i ostali građani. Kao što su u vjeri i općenito zajedništvu i duhovnom napretku dobro došli svi, tako je i zajednica Duhos bez formalne strukture i hijerarhije otvorena prvenstveno svim studentima Sveučilišta a zatim i ostalima kojima odgovaraju sadržaji koje organizira.

#### Uloga sveučilišnog kapelana
Studentski (sveučilišni kapelan) na Sveučilištu J.J.Strossmayera djeluje od 2006. Prvi i trenutačni kapelan je p. Arkadiusz Krasicki, CSSp (p. Arek) iz Družbe Duha Svetoga. 

### Organizacija djelovanja
DUHOS je organizacija prvo neformalno ostvarena kao zajednica studenata od strane sveučilišnog kapelana Sveučilišta J.J. Strossmayera p. Arkadiusza Krasickog, CSSp u sklopu njegovog djelovanja na spomenutom Sveučilištu. Kroz godine djelovanja razvilo se nekoliko „divizija“ odnosno tematskih glavnih područja djelovanja, a to su duhovni sadržaji i aktivnosti koji su temelj i polazište za ostale u koje se ubrajaju edukativne aktivnosti, potom se istaknulo volontersko područje aktivnosti te sadržaji koji se tiču unapređenja studentskog i svakodnevnog života. 
Glavna i odgovorna osoba u DUHOS-u je trenutni osječki sveučilišni kapelan p. Arkadiusz Krasicki, odnosno oko funkcije sveučilišnog kapelana okuplja se DUHOS kao zajednica ljudi i organizacija, te okuplja prvenstveno studente, zatim radničku mladež i profesore koji svi kao volonteri djeluju o organizaciji ne nastojeći ostvariti financijski interes već doprinos Sveučilištu i društvu vođeni misijom svog djelovanja putem aktivnosti koje organiziraju. 

## Portal Duhosa
Zajednica DUHOS virtualno egzistira putem portala [neaktivna poveznica] koji postoji već četvrtu godinu. Portal je napravljen u CMS sustavu Joomla a održavaju ga sami studenti DUHOS-a. 
Svakodnevno se mogu pronaći tekstovi duhovnog nadahnuća, reportaže i vijesti DUHOS-a, svjedočanstva studenata i informacije o djelovanju DUHOS-a kao i pozivi na aktualna okupljanja. Neke od iznimno posjećenih rubrika na portalu su:

## Djelovanje
Uz duhovne sadržaje i edukativne sadržaje za koje odgovara sveučilišni kapelan, postoji niz drugih sadržaja koji su inicirani i održavani u zajednici DUHOS a sve to je pod duhovnim mentorstvom i odgovornošću sveučilišnog kapelana p. Areka.
Zajednica djeluje kroz:

1. duhovne sadržaje,
2. edukativne aktivnosti,
3. volontiranje,
4. unapređenje studentskog i svakodnevnog života.

### Duhovni sadržaji
Duhovni sadržaji su vođeni od strane sveučilišnog kapelana, a uključuju klanjanja i svete mise, koji se od ak. godine 2010./2011. održavaju redovito u kapelici Snježne Gospe u Osijeku. Uz to, zajednica se okuplja u molitvi (molitvena zajednica ČISTO SRCE srijedom) te na duhovnim obnovama i seminarima.

### Edukativne aktivnosti
Organiziraju se tečajevi stranih jezika (engleskog i talijanskog), škola gitare, jezična škola - tečaj govorništva, znanstvene tribine za studente.

#### Duhovna knjižnica
U DUHOS-u je pokrenut projekt Duhovne knjižnice (od 2010. godine) a odnosi se na otvaranje i djelovanje skromne iako funkcionalne knjižnice duhovnih knjiga koje studenti mogu besplatno posuđivati (u uredu na EFOS-u) a do sada sadrži preko 500 naslova dostupnih studentima cijelog Sveučilišta.

### Volontiranje
Angažman oko drugih u potrebi jedna je od aktivnosti zajednice Duhos. Prema dogovoru nekoliko puta mjesečno studenti zajednički volontiraju u Domu za djecu Klasje i Staračkom domu u Osijeku.

### Unapređenje studentskog i svakodnevnog života
Duhovnost nije nešto što se živi samo u Crkvi ili dok smo u osobnoj ili zajedničkoj molitvi. Zdrava duhovnost obuhvaća cjelovitog čovjeka i unapređuje svaki aspekt života, osobito studenata. Duhos je tako prilika i pomoć mladima da se cjelovito i potpuno razvijaju, čineći i sebi i drugima dobro., ističe sveučilišni kapelan. 
Susreti poput biciklijada, roštiljanja, okupljanja u novom studentskom domu ili uredu na EFOS-u, hodočašća u Aljmaš, duhovni put na more, akcije prikupljanja stvari za pomoć potrebitima (npr. Studenti za studente), studentski zbor VIS DIOS, uz osobne razgovore i brigu studentskog kapelana, doprinose mladim ljudima u duhovnom a tako i bilo kojem drugom obliku osobnog napretka.

## Vanjske poveznice
- Službene stranice  Arhivirana inačica izvorne stranice od 29. siječnja 2011. (Wayback Machine)
- Poruka za Tebe svaki dan  Arhivirana inačica izvorne stranice od 21. studenoga 2011. (Wayback Machine)
- Svakodnevne molitve  Arhivirana inačica izvorne stranice od 20. studenoga 2011. (Wayback Machine)
- Kolumna sveučilišnog kapelana  Arhivirana inačica izvorne stranice od 1. siječnja 2012. (Wayback Machine)
- Kolumne profesora  Arhivirana inačica izvorne stranice od 25. prosinca 2011. (Wayback Machine)
- Svjedočanstva studenata  Arhivirana inačica izvorne stranice od 25. prosinca 2011. (Wayback Machine)